# إبراهيم عوفر
إبراهيم عوفر هو سياسي إسرائيلي، ولد في 28 يناير 1922 في Khorostkiv ‏ في أوكرانيا، وتوفي في 3 يناير 1977 في إسرائيل. نشط حزبياً في معراخ. وقد انتخب عضو الكنيست ‏ وقد انضم خلال فترته النيابية ‏ (21 يناير 1974 – 3 يناير 1977) للكتلة البرلمانية معراخ وانتخب عضو الكنيست ‏ وقد انضم خلال فترته النيابية ‏ (17 نوفمبر 1969 – 21 يناير 1974) للكتلة البرلمانية معراخ.